# Gloria-Theater (Wien)

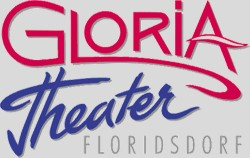
Logo des Gloria-Theaters

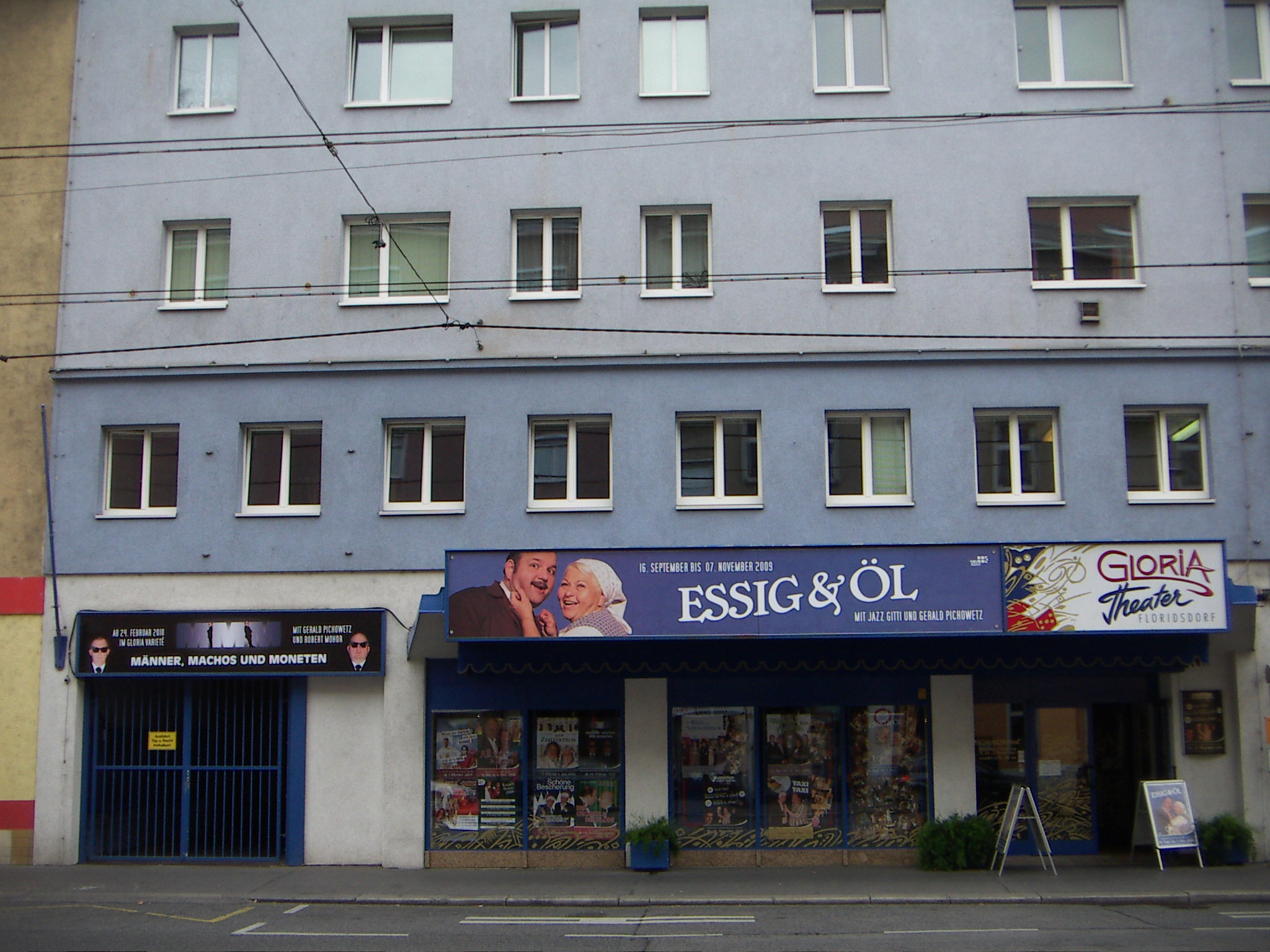
Gloria-Theater

Das Gloria-Theater ist ein privates Theater im 21. Wiener Gemeindebezirk Floridsdorf, in dem neben Unterhaltungstheater auch andere Kunstformen vermittelt wurden. Auf dem Spielplan standen in erster Linie Komödien, Boulevardstücke und Singspiele.  Nach dem frühen Tod von Theatergründer und -leiter Gerald Pichowetz 2024 wurde das Theater geschlossen. Die Zukunft des Hauses war zunächst ungewiss, da keine Nachfolgeregelungen getroffen worden waren. Voraussichtlich im Frühjahr 2026 soll das Theater unter neuer Leitung wieder eröffnet werden.

## Geschichte
Das Gloria-Theater befindet sich in der Prager Straße 9 in den Räumlichkeiten des ehemaligen Gloria-Kinos. Die Eröffnung erfolgte am 10. Oktober 2001 mit dem Stück „Mich hätten sie sehen sollen“, welche die letzte Theaterproduktion von Heinz Horak war. In dieser Produktion wirkten unter anderem Johanna Matz, Hilli Reschl, Günther Frank und Gerald Pichowetz, der Direktor des Theaters, mit.
In den darauf folgenden Produktionen wirkten viele weitere Publikumslieblinge wie Helma Gautier, Waltraut Haas, Maya Hakvoort, Jazz Gitti, Helga Papouschek, Dorothea Parton, Caroline Vasicek, Peter Lodynski, Peter Faerber, Christoph Fälbl, Götz Kauffmann, Albert Rueprecht, Dorian Steidl, Andreas Steppan, Erwin Strahl, Franz Suhrada und Günther Tolar mit.
Das Theater hat rund 550 Sitzplätze in drei Sälen - Theater, Kabarett und Variete. 2020 wurde das Gloria-Variete aufgelassen, danach wurde auf zwei Bühnen mit rund 350 Sitzplätzen gespielt; das Gloria-Theater mit 248 Sitzplätzen und 1 Rollstuhlplatz und das Gloria-Kabarett mit 115 Sitzplätzen. Regelmäßig gab es auch ein Kindertheater.
2002 war im Theater-Foyer eine Galerie untergebracht, die Gloria Galerie.
Die erste Ausstellung im April 2002 zeigte Bilder von Wolfgang Hutter.
Im Oktober 2011 feierte das Gloria-Theater sein zehnjähriges Bestehen. Im Zuge dessen wurden im November Peter Lodynski und Hilde Rom als Doyen und Doyenne des Glorias ausgezeichnet.
Nach dem Tod des Eigentümers Gerald Pichowetz wurde am 17. Dezember 2024 das Insolvenzverfahren eröffnet und der Betrieb geschlossen.
Der Bezirk Floridsdorf, die Stadt Wien unterstützen eine Wiederaufnahme des Theaterbetriebes mit Förderzusagen. Es gab mehrere Interessenten, das Theater fortzuführen. Unter anderem interessierte sich Pichowetz' Freund Christoph Fälbl für dieses Projekt.
Mittlerweile steht fest, dass die Schauspielerin Claudia Rohnefeld die künstlerische Leitung des Theaters übernehmen wird. Die Wiedereröffnung ist für Frühjahr 2026 geplant.

## Produktionen
- 2001/02 "Mich hätten Sie sehen sollen" (Helge Thoma), "Scrooge" (nach Charles Dickens), "Pension Schöller" (Laufs/Jacoby), "Der Dieb, der nicht zu Schaden kam" (Dario Fo), "Es war die Lerche" (Ephraim Kishon), "Einmal Moskau und zurück" (Alexander Galin)
- 2002/03 "Das Dreimäderlhaus", "Das Konzert" (Hermann Bahr), "Charley's Tante" (Brandon Thomas), "Schwejk" (Jaroslav Hašek), "Oscar" (Claude Magnier), "Einen Jux will er sich machen" (Johann Nestroy)
- 2003/04 "Lachendes Bezirksgericht", "Don Camillo und Peppone" (Giovannino Guareschi), "Mein Name ist Hase" (Peter Lodynski), "Der Gescheite & der Blöde", "Irma La Douce" (Marguerite Monnot und Alexandre Breffort)
- 2004/05 "Boeing Boeing" (Marc Camoletti), "Zehn kleine Negerlein" (Agatha Christie), "Der Mustergatte" (Avery Hopwood), "Tratsch in Kaisermühlen", "Stadtrat gesucht"
- 2005/06 "Der wilde wilde Westen" (Bernhard Görg), "Dieser Herr Andersen", "Keine Leiche ohne Lily" (Jack Popplewell), "Lachendes Bezirksgericht - II. Instanz", "Die Fiakermilli" (Martin Costa und Hans Lang)
- 2006/07 "Hurra, ein Junge" (Franz Arnold und Ernst Bach), "Scrooge" (nach Charles Dickens), "Wenn der Vater mit dem Sohne und dem Opa", "Wie kommt John Wayne ins Altersheim" (Bernhard Görg), "Die Perle Anna" (Marc Camoletti), "Katzenzungen" (Miguel Mihura), "So schauts aus"
- 2007/08 "Hallo Dienstmann" (Hans Lang), "Little Shop of Horrors" (Alan Menken und Howard Ashman), "Ausser Kontrolle" (Ray Cooney), "Der Bockerer" (Ulrich Becher und Peter Preses), "Lachendes Bezirksgericht - III. Instanz", "Der Gescheite & der Blöde"
- 2008/09 "Der Meisterboxer" (Carl Mathern und Otto Schwartz), "Die Annonce" (Bernhard Görg), "Das Veilchen" (Franz Molnar), "Frühere Verhältnisse" (Johann Nestroy) & "Der Selbstmörder"  (Arkadij Awertschenko), "Kiss me Kate" (Cole Porter), "Boeing Boeing" (Marc Camoletti), "Sachen zum Lachen"
- 2009/10 "Essig & Öl" (Siegfried Geyer, Paul Frank und Robert Katscher), "Weekend im Paradies" (Franz Arnold und Ernst Bach), "Taxi! Taxi" (Ray Cooney), "Der Raub der Sabinerinnen" (Franz und Paul von Schönthan), "Der Zeitvertreib" (Johann Nestroy)
- 2010/11 "Die Gigerln von Wien" (Alexander Steinbrecher), "Crazy X-mas" (Rober Mohor), "Der letzte Vorhang" (Bernhard Görg), "Die Kaktusblüte" (Pierre Barillet und Jean-Pierre Grédy.), "Auf und davon", "Ein seltsames Paar" (Neil Simon), "Zwei wie Hund und Katz" (Otto Bielen)
- 2011/12 "Hofrat Geiger" (Martin Costa), "Schöne Geschichten mit Papa und Mama" (Alfonso Paso), "Hotel Chaos" (Pierre Chesnot), "Ein seltsames Paar" (Neil Simon), "Schlitzohren" (Bernhard Görg)
- 2012/13 "Arsen und Spitzenhäubchen" (Joseph Kesselring), "Die spanische Fliege" (Arnold und Bach), "Alles auf Krankenschein" (Ray Cooney), "Hotel Chaos" (Pierre Chesnot), "Der alte Sünder" (Martin Costa)
- 2013/14 "Die verkaufte Großmutter" (nach Anton Hamik), "Santa's Showtime", "Hier sind Sie richtig" (Marc Camoletti), "Kalender Girls" (Tim Firth), "Pension Schöller" (Laufs/Jacoby)
- 2014/15 "Der Hauptmann von Köpenick" (Carl Zuckmayer), "Oscar" (Claude Magnier), "Männlich, Jungfrau sucht..." (Robert Mohor), "Der alte Herr Kanzleirat" (nach Das rote Tuch von Julius Horst/Wolfgang Pollaczek)
- 2015/16  "Bei Tag und bei Nacht" (Fritz Eckhardt), "Charley´s Tante" (Brandon Thomas), "Lametta" (Fitzgerald Kusz), "Engerl & Bengerl"-Weihnachtslesung mit Hilli Reschl & Gerald Pichowetz, "Otello darf nicht platzen", "Aschenbrödel" (René Zöllinger)
- 2016/17 "Der Himmel auf Erden" (Julius Forst),  "Die Nervensäge" (Francis Veber), "Die rosaroten Panther", "It´s Christmas Time" (Musikalischer Show Abend), "Opa ist die beste Oma" (Lydia Fox), "Die kleine Hexe" (Otfried Preußler)
- 2017/18  "Der G´scheite & der Blöde", "Floh im Ohr" (Georges Feydeau), "Crazy Christmas" (Robert Mohor), "Ein Schluck zuviel" (Pierre Chesnot), "Nur eine Stunde Ruhe" (Florian Zeller), "Der kleine Muck" (Robert Notsch)
- 2018/19 "Boeing Boeing" (Marc Camoletti), "Ganze Kerle" (Kerry Renard), "Treppauf Treppab" (Alan Ayckbourn), "Miss Marple" (nach Agatha Christie),  "Die Piraten-Schatzinsel" (nach dem Jugendbuch „Treasure Island - Die Schatzinsel“ von Robert Louis  Stevenson)
- 2019/20 "Ober, zahlen!" (Hugo Wiener / August Rieger), "Schöne Bescherung" (Anthony Neilson), "Pension Schöller" (Laufs/Jacoby)
- 2021/22 "Drei Männer im Schnee" (Erich Kästner), "Sextett" (Michael Pertwee), "Dinner for one" (Volker Heymann), Taxi! Taxi! (Ray Cooney)
- 2022/23 "Für Geld macht er alles" (Joao Bethencourt/Georg Kreisler), "Sonny Boys" (Neil Simon/Helge Seidel), "Graf Bobby & Baron Mucki im Spukschloß" (Leo Bauer/Ernst Vokurek), "Miss Marple II", "Der gestiefelte Kater"
- 2023/24 "Ruhe! Wir drehen!" (Gérald Sibleyras), "Ewig jung" (Erich Gedeon), "Hasch mich, ich bin der Mörder" (Alec Coppel), "Sicher ist sicher" (Pierre Chesnot), "Alice im Wunderland" (Robert Notsch)